# Pallacanestro Varese 1950-1951
Nel Campionato 1950-51 tre giocatori fondamentali per il gioco dell'allenatore Tracuzzi, quali Carlo Cerioni, Emilio Clerici e John Mascioni, lasciano la squadra varesina. Nel girone di ritorno Sergio Marelli si infortuna gravemente, dovendo così abbandonare il campionato. La squadra ottiene l'ottavo posto finale, con 958 punti segnati e 998 subiti, per il primo anno con una differenza negativa, miglior marcatore Giancarlo Gualco con 278 punti.

## Rosa 1950/51
- Mario Alesini
- Giuseppe Bernasconi
- Paolo Checchi
- Arialdo Giobbi
- Giancarlo Gualco
- Sergio Marelli
- Alcide Montagni
- Mario Negri
- Costante Scolari
- Vittorio Tracuzzi
- Umberto Turolla
- Virginio Zucchi
  - Allenatore
- Vittorio Tracuzzi

## Statistiche
| COMPETIZIONE        | GIOCATE | VINTE | PERSE | F   | S   | PIAZZAMENTO |  |
| CAMPIONATO          | 26      | 12    | 14    | 958 | 994 | 8           |  |
| TORNEI E AMICHEVOLI | 4       | 3     | 1     | 208 | 150 | -           |  |

## Fonti
- "Pallacanestro Varese 50 anni con voi" di Augusto Ossola
- "La Pallacanestro Varese" di Renato Tadini